# Desetiletí duchovní obnovy
Desetiletí duchovní obnovy národa byla pastorační iniciativa v letech 1987–1997. Vyhlásil ji pastýřským listem 29. listopadu 1987 kardinál František Tomášek. Iniciátory akce byli Tomáš Halík a Petr Piťha. Akce měla symbolicky vyvrcholit v roce milénia úmrtí sv. Vojtěcha, připadajícího na 23. duben 1997.
Každý rok desetiletí byl věnován určitému tématu (pozitivně formulovanému přikázání Desatera: Nezabiješ! = Služba životu). Pro každý rok byl jako patron vybrán některý z českých světců či blahoslavených (popř. někteří ze světců).
- 1988: služba životu, bl. Anežka Česká
- 1989: víra v moderním světě, sv. Jan Nepomuk Neumann
- 1990: posvěcování života, svatý Norbert
- 1991: rodinný život, bl. Zdislava
- 1992: výchova a vzdělání, svatá Ludmila
- 1993: pravda a spravedlnost, svatý Jan Nepomucký
- 1994: práce a společenská odpovědnost, svatý Václav
- 1995: duchovní a tělesná kultura osobnosti, svatý Prokop
- 1996: evangelizace a modlitba, svatí Cyril a Metoděj
- 1997: Kristus – Pán dějin a Otec budoucího věku, svatý Vojtěch

Obě blahoslavené, které byly patronkami některého z roků Desetiletí, byly následně (ještě před ukončením Desetiletí duchovní obnovy) kanonizovány.
V březnu 1988 měla proběhnout celonárodní pouť se mší v Chrámu svatého Víta k poctě Anežky České. Komunistický režim tuto akci oficiálně povolil, ale všemožně se snažil občany odradit od účasti na akci - mimo jiné byly odkloněny linky městské hromadné dopravy a byly kontrolovány posádky projíždějících automobilů. Disident Václav Benda odhadl, že díky tomu se namísto očekávaných 100 až 150 tisíc účastníků na akci nakonec dostalo asi jen 12 až 15 tisíc. Akce samotná proběhla víceméně bez narušení.